# استاد اعظم (فراماسونری)
استاد اعظم (Grand Master) در تشکیلات فراماسونری رهبری لُژ اعظم (Grand Loge) را بعهده دارد. در این تشکیلات، لژ اعظم برتری و نقش فرماندهی نسبت به لژهای زیر مجموعه خود دارد و اعضاء تابع رهنمودها و سیاست‌های کلی صادر شده از سوی استاد اعظم می‌باشند.
در طول تاریخ فراماسونی و در کشورهای اروپایی مقام استاد اعظم  معمولاً بعهده مقامات سلطنتی بوده و بیشتر به صورت تشریفاتی باقی‌مانده است. هرچند رهبری لژها معمولاً بین یک الی چند سال با برگزاری انتخابات در داخل لژ تغیر می‌کند، اما مدت رهبری استاد اعظم معمولاً تا زمان مرگ وی ادامه دارد.

## مقامات لژ ماسونی
هر لژ ماسونی دارای هیئت رئیسه‌ای است که اداره لژ را بعهده دارند و این گروه از سلسله‌مراتب دقیقی متابعت می‌نمایند. بستگی به لژهای مختلف و در کشورهای مختلف اسامی و جایگاه آنان در لژ متفاوت بوده و برای مدت یک الی چند سال از بین اعضاء انتخاب می‌شوند. آرایش لباس و نشان‌های هیئت رئیسه با یکدیگر متفاوت بوده و مشخص‌کننده مرتبه اعضاء می‌باشد .
ترکیب کلی آنان عبارتند از:

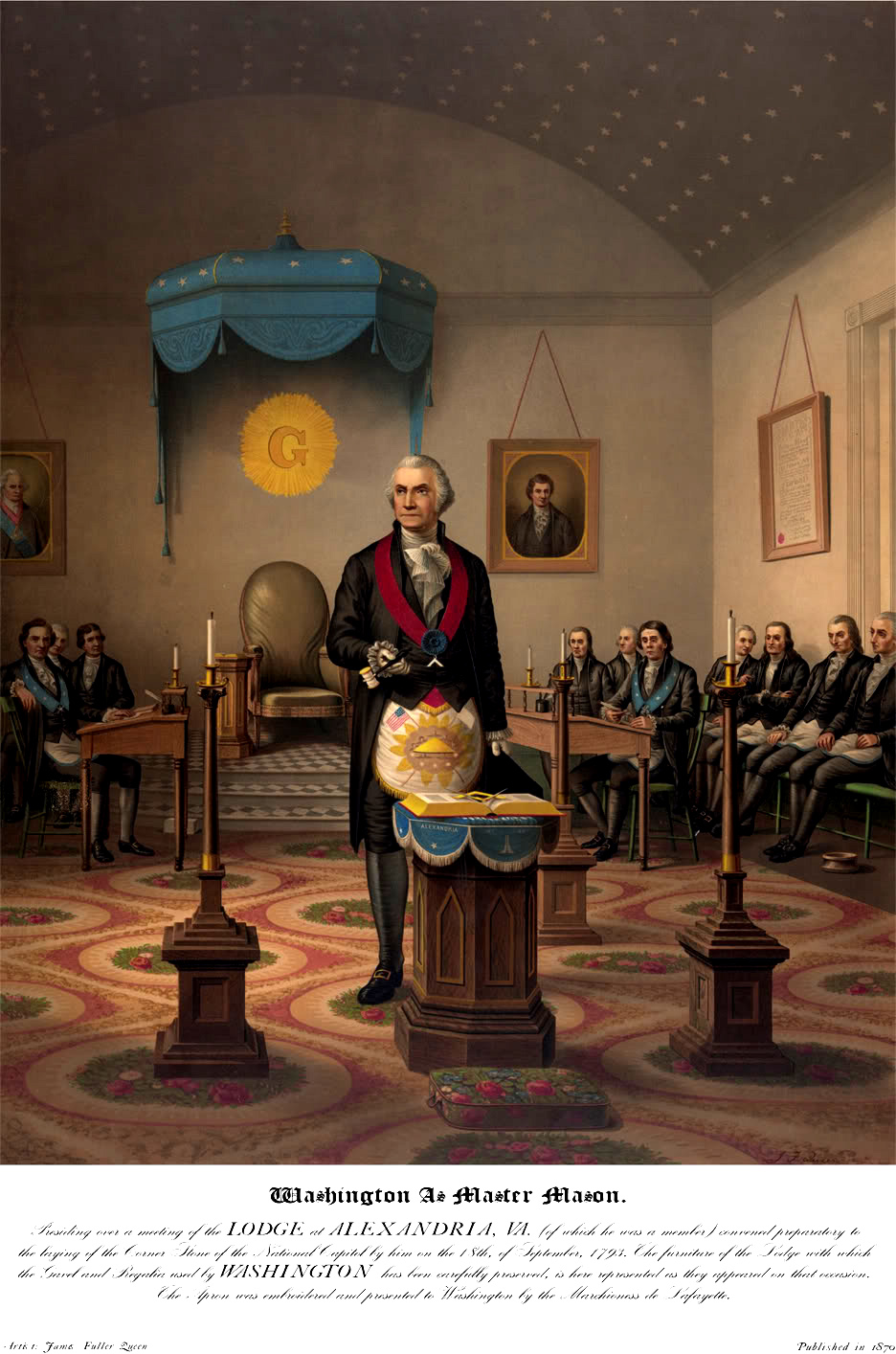
تصویر جرج واشنگتن استاد اعظم لژ الکساندریا

- استاد ارجمند. که بالاترین مقام لژ است و در جلسات در قسمت شرقی سالن می نشیند.
- نگهبان اول.
- نگهبان دوم.
- کاتب.
- خزانه دار.
- دبیر.
- پرده دار.
- رئیس تشریفات.
- کارشناس اول.
- کارشناس دوم.
- دربان.[۱][۴]